# Ramón Julián Puigblanque
Ramón Julián Puigblanque (přezdívaný také Ramonet — malý Ramón) (9. listopadu 1981, Barcelona, Španělsko) je španělský bouldrista, (závodní) sportovní lezec a reprezentant v lezení na obtížnost.
Dvojnásobný Mistr světa, vítěz světového poháru a trojnásobný Mistr Evropy, nejúspěšnější medailista na ME.
Nominoval se čtyřikrát na Světové hry v roce 2005 v německém Duisburgu skončil šestý. V roce 2013 v Cali v Kolumbii, kde zvítězil v lezení na obtížnost.
Získal také (jako první lezec) nominaci na Světové hry 2017 ve Vratislavi za vítězství na Mistrovství Evropy 2015.
S lezením začal v roce 1996 (v patnácti letech) a jeho nejoblíbenější lezeckou oblastí je domácí Siurana. Není moc vysoký a nejednou měl problém dosáhnout na světových závodech na další chyt, o to propracovanější je jeho lezecká technika.

## Výkony a ocenění
- 2011: mezinárodní ocenění La Sportiva Competition Award za závodní výsledky[3]
- 14x nominace (nepřetržitě) na závody Rock Master v italském Arcu v letech (2002–2015) a zároveň nejvyšší počet vítězství v obtížnosti (sedm) v letech 2005–2013 téměř nepřetržitě, i další dvě medaile
- nominace na všechny čtyři ročníky Světových her v lezení na obtížnost (2005–2017)

### Supermistr Rock Masteru
Je (nejlepším) sedminásobným vítězem (supermistrem) prestižních mezinárodních závodů Arco Rock Master v lezení na obtížnost — jsou to jeho nejlepší světové závody. Účastnil se jich nepřetržitě od svých dvaceti let, v letech 2002–2015, v roce 2011 se zde namísto závodu v obtížnosti konalo Mistrovství světa, které rovněž vyhrál a pouze jednou ho v letech 2005–2013 vystřídal jeho krajan Patxi Usobiaga Lakunza. Už né tolik se Ramonetovi ale dařilo v duelu, ve kterém se závodilo od roku 2010.

### Sportovní výstupy ve skalách
- 2003: La Rambla 9a+
- 2008: Direct open your mind, 2. délka 9a+
- 2011: The Crew 8c+
- 2012: Nit de bruixes 9a+
- 2012: Catxasa 9a+
- 2013: Selecció anal 9a+
- 2013: Red Ram 9a+
- 2014: Power Inverter 9a+
- 2015: Pachamama 9a+
- 2015: Following the leader 9a+

### Bouldering
- 2008: Modus vivendi 8A
- 2013: Boix Boig 8B+
- 2013: Nona Misura Naturale 8A
- 2013: Parnassus 8A+
- 2013: Unità Di Produzione 8A+
- 2013: Toy Boy 8A+
- 2013: Waiting nomadas 8A
- 2015: Smash the hole 8B
- 2015: El llamàntol d'or 8A
- 2015: De la plaça (Andrada) 8A

### Závodní výsledky
| Světové hry | Světové hry | Světové hry | Světové hry | Světové hry |
| Rok         | 2005        | 2009        | 2013        | 2017        |
| ----------- | ----------- | ----------- | ----------- | ----------- |
| Obtížnost   | 6           | 5           | 1           | nominace    |

| Mistrovství světa | Mistrovství světa | Mistrovství světa | Mistrovství světa | Mistrovství světa | Mistrovství světa | Mistrovství světa | Mistrovství světa | Mistrovství světa |
| Rok               | 2001              | 2003              | 2005              | 2007              | 2009              | 2011              | 2012              | 2014              |
| ----------------- | ----------------- | ----------------- | ----------------- | ----------------- | ----------------- | ----------------- | ----------------- | ----------------- |
| Obtížnost         | 6                 | 7                 | 10                | 1                 | 16                | 1                 | 4                 | 2                 |

| Arco Rock Master | Arco Rock Master | Arco Rock Master | Arco Rock Master | Arco Rock Master | Arco Rock Master | Arco Rock Master | Arco Rock Master | Arco Rock Master | Arco Rock Master | Arco Rock Master | Arco Rock Master | Arco Rock Master | Arco Rock Master | Arco Rock Master |
| Rok              | 2002             | 2003             | 2004             | 2005             | 2006             | 2007             | 2008             | 2009             | 2010             | 2011             | 2012             | 2013             | 2014             | 2015             |
| ---------------- | ---------------- | ---------------- | ---------------- | ---------------- | ---------------- | ---------------- | ---------------- | ---------------- | ---------------- | ---------------- | ---------------- | ---------------- | ---------------- | ---------------- |
| Obtížnost        | 6                | 3                | 5                | 1                | 1                | 1                | 2                | 1                | 1                | MS               | 1                | 1                | 11               | MSJ              |
| Duel             | nezávodilo se    | nezávodilo se    | nezávodilo se    | nezávodilo se    | nezávodilo se    | nezávodilo se    | nezávodilo se    | nezávodilo se    | 6                | 6                | 4                | 8                | nepostoupil      | 8                |

| Světový pohár (nahoře jsou poslední závody v roce) | Světový pohár (nahoře jsou poslední závody v roce) | Světový pohár (nahoře jsou poslední závody v roce) | Světový pohár (nahoře jsou poslední závody v roce) | Světový pohár (nahoře jsou poslední závody v roce) | Světový pohár (nahoře jsou poslední závody v roce) | Světový pohár (nahoře jsou poslední závody v roce) | Světový pohár (nahoře jsou poslední závody v roce) | Světový pohár (nahoře jsou poslední závody v roce) | Světový pohár (nahoře jsou poslední závody v roce) | Světový pohár (nahoře jsou poslední závody v roce) | Světový pohár (nahoře jsou poslední závody v roce) | Světový pohár (nahoře jsou poslední závody v roce) | Světový pohár (nahoře jsou poslední závody v roce) | Světový pohár (nahoře jsou poslední závody v roce) | Světový pohár (nahoře jsou poslední závody v roce) |
| Rok                                                | 2001                                               | 2002                                               | 2003                                               | 2004                                               | 2005                                               | 2006                                               | 2007                                               | 2008                                               | 2009                                               | 2010                                               | 2011                                               | 2012                                               | 2013                                               | 2014                                               | 2015                                               |
| -------------------------------------------------- | -------------------------------------------------- | -------------------------------------------------- | -------------------------------------------------- | -------------------------------------------------- | -------------------------------------------------- | -------------------------------------------------- | -------------------------------------------------- | -------------------------------------------------- | -------------------------------------------------- | -------------------------------------------------- | -------------------------------------------------- | -------------------------------------------------- | -------------------------------------------------- | -------------------------------------------------- | -------------------------------------------------- |
| Obtížnost                                          | 8                                                  | 10-11                                              | 2                                                  | 10                                                 | 4                                                  | 5                                                  | 2                                                  | 3                                                  | 5                                                  | 1                                                  | 2                                                  | 2                                                  | 3                                                  | 6                                                  | 6                                                  |
| jednotlivě · 21 x · 14 x · 8 x · = 43              | 14 7 6 10 11                                       | · 7 · - · 11 · 25 · - · 18                         | 26 · 9 · 7 ·                                       | 20 22 21 6 8 17 4 8                                | 14 · 4 · 6 · 10 · 8                                | 5 · 4 · 4 · 20 · 6 · 22 · 7                        | 26 · 5 · 4 · 8                                     | 15 · 5 · 6 · 7                                     | 23 · 5 · 8 · 8 · 6                                 | · 4 · 9 ·                                          | · 11 · 8 · 5 ·                                     | 7 · 5 · 19 · 5 · 7 ·                               | 8 · 8 · 17 · 10 · 7 ·                              | 8 · 25 · 4 · 6 · 4 · 6 · 15                        | 4 · 4 · 10 · 13 · 26 ·                             |

| Další závody Masters | Další závody Masters | Další závody Masters | Další závody Masters | Další závody Masters | Další závody Masters | Další závody Masters | Další závody Masters | Další závody Masters | Další závody Masters |
| Rok místo            | 2002 Serre Chevalier | 2002 Schengzheng     | 2003 Zaragosa        | 2003 Serre Chevalier | 2004 Serre Chevalier | 2005 Serre Chevalier | 2006 Serre Chevalier | 2007 Serre Chevalier | 2010 Briancon        |
| -------------------- | -------------------- | -------------------- | -------------------- | -------------------- | -------------------- | -------------------- | -------------------- | -------------------- | -------------------- |
| Obtížnost            | 4                    | 2                    | —                    | 11                   | 8                    | 3                    | 18                   | 1                    | 3                    |
| Bouldering           | —                    | —                    | 5                    | —                    | —                    | —                    | —                    | —                    | —                    |

| Mistrovství Evropy | Mistrovství Evropy | Mistrovství Evropy | Mistrovství Evropy | Mistrovství Evropy | Mistrovství Evropy | Mistrovství Evropy | Mistrovství Evropy |
| Rok                | 2002               | 2004               | 2006               | 2008               | 2010               | 2013               | 2015               |
| ------------------ | ------------------ | ------------------ | ------------------ | ------------------ | ------------------ | ------------------ | ------------------ |
| Obtížnost          | 3                  | 1                  | 30                 | 5                  | 1                  | 2                  | 1                  |

| Juniorské závody | Juniorské závody | Juniorské závody |
| Rok              | MSJ 2000 Junioři | EPJ 2000 Junioři |
| ---------------- | ---------------- | ---------------- |
| Obtížnost        | 13               | 20 (-,-,12)      |